# L'Épave du Cynthia
L'Épave du Cynthia est un roman cosigné par Jules Verne et André Laurie, édité en 1885.

## Résumé
Erik Hersebom est un jeune Norvégien doté d'une remarquable intelligence. Il y a cependant quelque chose qui cloche en lui : il n'a pas du tout les traits physiques caractéristiques des peuples scandinaves. Il a toute l'apparence d'un Celte. 
Le docteur Schwaryencrona le prend sous son aile et finit par découvrir qu'Erik a été adopté par une famille de pêcheurs norvégiens, après avoir été sauvé du naufrage du Cynthia alors qu'il n'avait que quelques mois. Une fois grand, avec l'aide du Docteur, Erik va chercher à élucider le mystère du naufrage du Cynthia pour retrouver une trace de ses origines. 
Cette quête le mènera à travers les glaces polaires jusqu'en Sibérie...

## Liste des personnages
- M. Bowles
- Mistress Bowles
- M. Bredejord
- M. Tudor Brown
- M. Joshua Churchill
- Tommy Duff
- Catherine Durrieu
- M. Émile-Henri Durrieu
- M. Georges Durrieu
- Mme Durrieu
- Frau Greta-Maria
- Maaster Hersebom
- Erik Hersebom, alias Émile-Henri-Georges Durrieu
- Katrina Hersebom
- Otto Hersebom
- Vanda Hersebom
- Froken Kajsa
- Docteur Kergaridec
- Klaas
- Kristina Malarius
- Olaf Malarius
- Commandant Marsilas
- Patrick O'Donoghan
- Regnild
- Docteur Roff Schwaryencrona
- M. Squirrélius
- M. Ward